# Тукуз
Тукуз (тат. Тугыз) — село в Вагайском районе Тюменской области, административный центр сельского поселения Тукузское.

## География
Село находится на берегу реки Агитка. Автобусное сообщение. 

## Инфраструктура
- Дом культуры
- Школа[2]
- Мечеть[3]

| 2010 |
| ---- |
| 772  |

## Культура
На территории, прилегающей к селу Тукуз (≈6,5 км к С-З, координаты N 57 о41.471', Е 069 о44.724'; высота над уровнем моря: 56 м.), находится Тукузская Астана (мавзолей неизвестной мусульманской миссионерки). Среди местного татарского населения она почитается как «мавзолей неизвестной святой (авлийа)». Также говорят о трех захоронениях – по числу имеющихся на памятнике возвышенностей. 
Астана расположена в березовой роще, в непосредственной близости от проселочной дороги. Представляет собой 3 овальных возвышенности высотой около 0,5 м и размерами около 3х1,5 м. Самая южная возвышенность вытянута в направлении запад-восток, две другие – с севера на юг. Возвышенности огорожены металлической оградкой, оградка ориентирована в направлении восток – запад. Внутри оградки, в непосредственной близости от возвышенностей растут три большие березы (на данный момент времени осталась одна).
Хранителем Астаны являлась Л.К. Рамазанова (1932-2011), принявшая обязанности хранителя в 1974 г. от своего свекра Ф. Рамазанова (1900-1974), принадлежавшего к роду шейхов. Сачара рисале не сохранилась.
На данный момент хранителями Астаны является семья Рамазановых.
Приказом Комитета по охране и использованию объектов историко-культурного наследия Тюменской области от 13.01.2006 № 2 Тукузская Астана признана Достопримечательным местом.